# Пастух
Пасту́х и пасту́шка — те, кому поручено пасти какой-либо скот, стадо, крестьянин (скотник, животновод).
При традиционном животноводстве характер пастушества во многом определяется формой содержания сельскохозяйственных животных, его спецификой в том или ином крае (стране) мира: кочевой, отгонной или стойлово-выгонной.

## Обозначения
В зависимости от страны пастухи имеют свои культурные особенности и названия:
- Гаучо (капмосы и пампасы — Аргентина, Уругвай, Южная Бразилия)
- Гуасо (Чили)
- Гуртовщи́к и Гуртово́д (Россия)[2]
- Сертанежу (области сертана, Северо-Западная Бразилия)
- Льянеро (льяносы, Венесуэла)
- Вакеро (Мексика, Юго-Запад США)
- Чарро (Мексика)
- Ковбой (США)

Согласно словарю Фасмера, русское и украинское слово «чабан» происходит турецкого или крымскотатарского слова çoban «пастух», которое, в свою очередь, восходит к персидскому šubān «пастух».

## Черты
Хороший пастух (пастушка) отлично знает не только время и место пастьбы, но и правила ухода за животными, умеет оказывать им первую помощь при заболеваниях. У славян это главный персонаж в обрядах и верованиях, связанных с защитой, сохранностью скота, особенно во время летнего выпаса. Считается причастным к тайнам общения с животным и растительным миром, посредником между людьми и «тем светом». Пастух выполняет целый ряд обрядовых действий, обеспечивающих благополучие стада. В некоторых областях проживания славян пастух пользуется особым почитанием: на Русском Севере его считают колдуном, имеющим связь с лешим и потусторонними силами; в Карпатах главный пастух овец (Бача) выполняет функции местного знахаря, целителя, а кроме того — и колдуна, отбирающего молоко у овец из чужого стада.
В ряде скандинавских стран пастушки подзывают стада особым кличем — кулнингом.
На Руси (в России) пастух-мальчишка — пастушок, молодой парень, помощник пастуха — подпа́сок или подпа́сье, на Псковщине — недопа́сок.

## Пастух и жизнь стада
В табуне степная лошадь проводит всю свою жизнь, с момента рождения и вплоть до поступления под седло или в хомут, а киргизская — до самой смерти, так как по миновании хозяйственной нужды лошадь снова пускается в табун. Табун круглый год проводит в степи, создаёт свои законы и привычки в образе жизни, например, в отношении случки, защиты от буранов, волков и другое. В Казахских степях на табун лошадей в 100—200 голов назначается обыкновенно один пастух-табунщик, а на 600—800 гол. 3—4 пастуха, но если приходится отгонять лошадей на далекие расстояния от зимовья, то число пастухов увеличивается.
Принадлежности пастуха-чабана: герлыга — длинная палка с крючком в конце, для захвата овец за ноги, гайтан — пояс с висячим карманом (заман), щипчиками для вынимания у больных овец червей (джермела), рогом (для дегтя и синего камня, которым приписываются раны овец) и ножом.

## Новозаветная аллегория
Я есмь пастырь добрый: пастырь добрый полагает жизнь свою за овец.

А наемник, не пастырь, которому овцы не свои, видит приходящего волка, и оставляет овец, и бежит; и волк расхищает овец, и разгоняет их.

А наемник бежит, потому что наемник, и нерадит об овцах.

Я есмь пастырь добрый; и знаю Моих, и Мои знают Меня.

Как Отец знает Меня, так и Я знаю Отца; и жизнь Мою полагаю за овец.

Есть у Меня и другие овцы, которые не сего двора, и тех надлежит Мне привести: и они услышат голос Мой, и будет одно стадо и один Пастырь.
— Ин. 10:11-16

Пастух упоминается также в притче о заблудшей овце у Луки (Лк. 15:3-7) и у Матфея (Мф. 18:12-14).
Пастухи — первые, кто пришёл поклониться Христу после его рождения.